# DrukQs
drukQs es el quinto álbum de estudio de Richard D. James bajo el seudónimo Aphex Twin. Es conocido por ser el álbum de retorno del artista después de un largo tiempo sin publicar ningún álbum de estudio bajo ese seudónimo y porque muchas de las pistas están realizadas con un piano preparado.

## Listado de pistas
Toda la música compuesta por Aphex Twin. 
| CD 1 |                                         |          |  |
| N.º  | Título                                  | Duración |  |
| 1.   | «Jynweythek»                            | 2:23     |  |
| 2.   | «Vordhosbn»                             | 4:51     |  |
| 3.   | «Kladfvgbung Micshk»                    | 2:07     |  |
| 4.   | «Omgyjya-Switch7»                       | 4:52     |  |
| 5.   | «Strotha Tynhe»                         | 2:12     |  |
| 6.   | «Gwely Mernans»                         | 5:08     |  |
| 7.   | «Bbydhyonchord»                         | 2:33     |  |
| 8.   | «Cock/Ver10»                            | 5:18     |  |
| 9.   | «Avril 14th»                            | 2:06     |  |
| 10.  | «Mt. Saint Michel + St. Michaels Mount» | 8:10     |  |
| 11.  | «Gwarek2»                               | 6:47     |  |
| 12.  | «Orban Eq Trx 4»                        | 1:35     |  |
| 13.  | «Aussois»                               | 0:13     |  |
| 14.  | «Hy A Scullyas Lyf A Dhagrow»           | 2:15     |  |
| 15.  | «Kesson Dalef»                          | 1:20     |  |

| CD 2   |                                                              |          |  |
| N.º    | Título                                                       | Duración |  |
| 16.    | «54 Cymru Beats»                                             | 6:07     |  |
| 17.    | «Btoum-Roumada»                                              | 1:58     |  |
| 18.    | «Lornaderek»                                                 | 0:31     |  |
| 19.    | «QKThr» (titulada "Penty Harmonium" en la versión de vinilo) | 1:27     |  |
| 20.    | «Meltphace 6»                                                | 6:24     |  |
| 21.    | «Bit 4»                                                      | 0:25     |  |
| 22.    | «Prep Gwarlek 3b»                                            | 1:19     |  |
| 23.    | «Father»                                                     | 0:57     |  |
| 24.    | «Taking Control»                                             | 7:14     |  |
| 25.    | «Petiatil Cx Htdui»                                          | 2:11     |  |
| 26.    | «Ruglen Holon»                                               | 1:49     |  |
| 27.    | «Afx237 v.7»                                                 | 4:23     |  |
| 28.    | «Ziggomatic 17»                                              | 8:35     |  |
| 29.    | «Beskhu3epnm»                                                | 2:10     |  |
| 30.    | «Nanou2»                                                     | 3:24     |  |
| 100:48 |                                                              |          |  |

- Datos: Q285553